# Fatih Çevikkollu

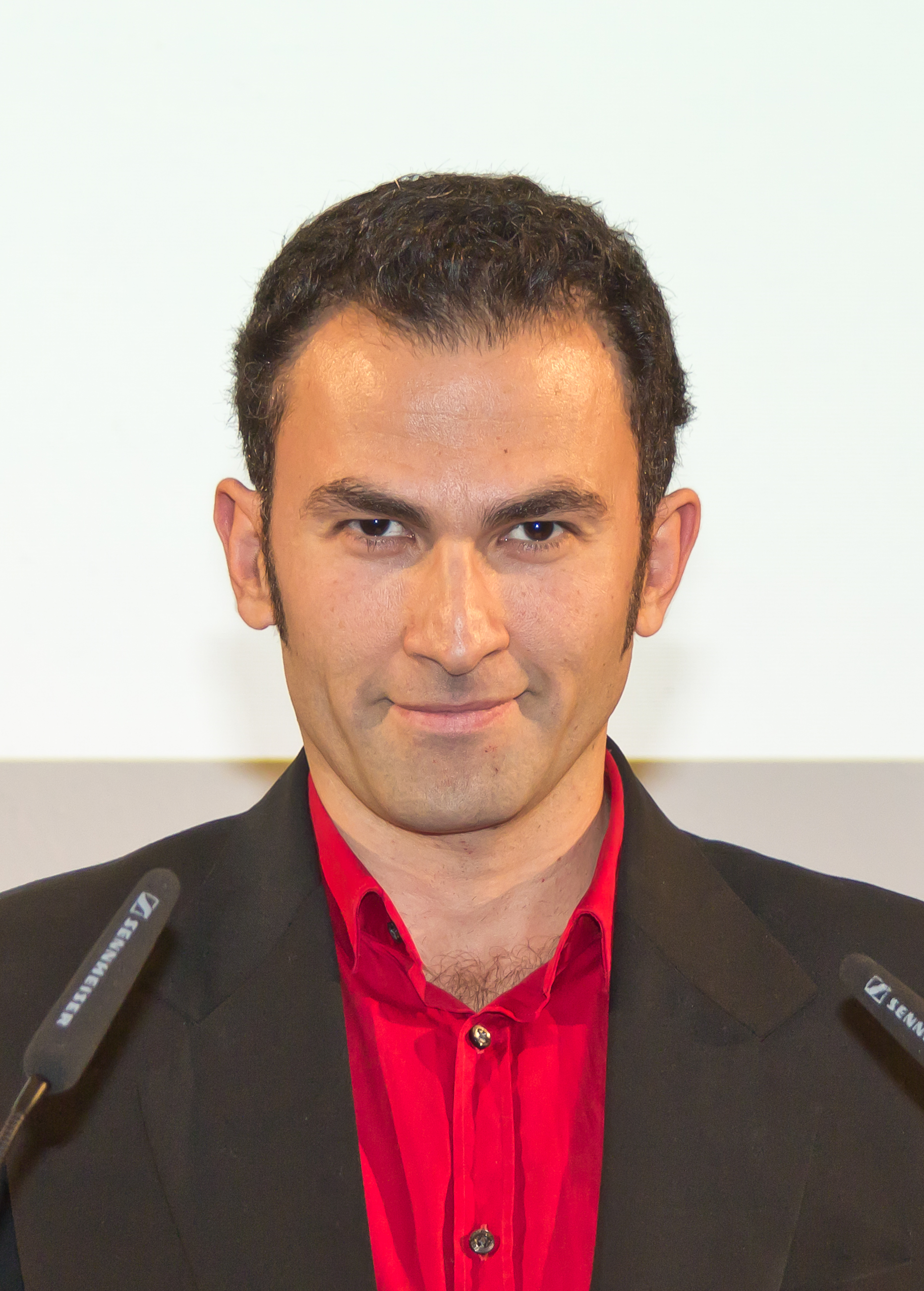
Fatih Çevikkollu, 2011

Fatih Çevikkollu (* 16. April 1972 in Köln) ist ein deutscher Theater-, Film- und Fernsehschauspieler, Kabarettist und Autor. Für sein erstes Soloprogramm Fatihland wurde er 2006 mit dem Prix Pantheon Jurypreis ausgezeichnet.

## Schauspieler
Der türkischstämmige Çevikkollu arbeitete zunächst als Schauspieler beim D.a.S. Theater. Später studierte er an der Hochschule Ernst Busch in Berlin und ging dann ans Düsseldorfer Schauspielhaus. Ab 2005 präsentierte er in Köln den Stand-Up-Comedy Club No Maganda Club. Im Fernsehen spielte er die Rolle des Murat Günaydin in Alles Atze. Auch in Filmen – zum Beispiel 2002 in Tattoo – wirkte er mit. Mitte der 1990er Jahre war er Mitglied der Hip-Hop-Gruppe Shakkáh.

## Kleinkünstler
Sein erstes eigenes Kleinkunstprogramm Fatihland, in dem er ironisch und humorvoll Themen aus dem Blickwinkel einer interkulturellen Identität aufbereitet, ist eine Mischung aus Stand-up-Comedy, Kabarett, Rap, Hip-Hop und Lyrik. In der Karnevalssession 2008/09 trat er als der erste Büttenredner mit türkischen Wurzeln beim Kölner Karneval im Veranstaltungsgelände  Kölner Tanzbrunnen auf.  
Die Jury des Kleinkunstpreises Prix Pantheon sah 2006 in dem von Çevikkollu verfassten Genre-Mix den Beweis dafür, „dass gutes Kabarett durchaus sinnstiftend sein kann“, und zeichnete den sich selbst als „Comedian“ sehenden Satiriker mit dem Jurypreis aus. In der Laudatio hieß es unter anderem: „Fatih Çevikkollu vollführt seine immer hintergründige und zielsichere Kritik an Politik und Gesellschaft mal nachdenklich, mal bissig, aber immer so, dass seine Sicht der Dinge die Zuschauer nicht nur zum Lachen bringt, sie wirkt auch in deren Köpfen weit über den Abend hinaus.“

## Schriftsteller und Buchautor
2008 veröffentlichte Çevikkollu zusammen mit Sheila Mysorekar sein erstes Buch Der Moslem-TÜV, in dem laut Hamburger Abendblatt „bissig die deutsche ‚Lust am Recht auf Empörung‘ überzeichnet wird“. Mit Nach Hause veröffentlichte Çevikkollu auch eine Kurzgeschichte in der deutsch-türkischen Anthologie Was lebst Du? (2005).
Mit Der Integrator beschrieb Çevikkollu 2007 in einem satirischen Beitrag zu dem Sammelband re/visionen. Postkoloniale Perspektiven von People of Color auf Rassismus, Kulturpolitik und Widerstand in Deutschland. seine „Desintegrationserfahrungen“. In dieser autobiographisch angelegten Satire schildert Çevikkollu seine durch Helmut Kohls ‚Fernseh-Genuschel‘ über Integration provozierten Erfolge, den „Moslem-TÜV“ zu bestehen: „Ich zerlegte Deutschland in 0,7 Sekunden souverän in Mittelgebirge, wusste sofort, wer Caspar David Friedrich ist – ich hatte ja alle seine Platten im Original (Schellack) – und ließ mir den Artikel 1 des Grundgesetzes in Fraktur auf den Unterarm tätowieren. So erscheint der starke Arm des Gesetzes in ganz neuem Licht.“
2023 erschien das Sachbuch Kartonwand, in dem Çevikkollu über sein Aufwachsen als Kind türkischer Eltern in Köln, die psychische Krankheit seiner Mutter und die nicht vorhandene Willkommenskultur in der Bundesrepublik Deutschland der 1970er und 1980er Jahre schreibt. Darin arbeitet er heraus, wie die Migrationsgeschichte seiner Familie exemplarisch für die vieler Familien in der Bundesrepublik Deutschland steht, die als sogenannte Gastarbeiter kamen, und in einer Zwischenwelt lebten, unwissend, ob, beziehungsweise wann, sie wieder in ihr Ursprungsland zurückziehen und, wie dieses Provisorium für seine Familie traumatisch war.

## Filmografie

### Fernsehen
- 2000–2007: Alles Atze

### Filme
- 2002: Tattoo
- 2003: Eierdiebe
- 2015: Asyland

## Hörspiele und Feature
- 2009: Inge Braun, Helmut Huber: Werd ich mit Singen deutsch? – Regie: Nikolai von Koslowski (DKultur/RBB)
- 2015: David Zane Mairowitz: Inschallah, Marlov – Regie: Jörg Schlüter (Kriminalhörspiel – WDR)

## Preise
- 2006: Prix Pantheon (Jurypreis)
- 2007: Sprungbrett – Kabarettpreis der Tageszeitung Handelsblatt
- 2011: Kulturpreis der Sparkassen-Kulturstiftung Rheinland (Förderpreis)
- 2019: sPEZIALiST 2019 (Publikumspreis)
- 2019: St. Ingberter Pfanne (Jurypreis)
- 2023: Münsterländer Kabarettpreis